# Smålandsstenars kyrka

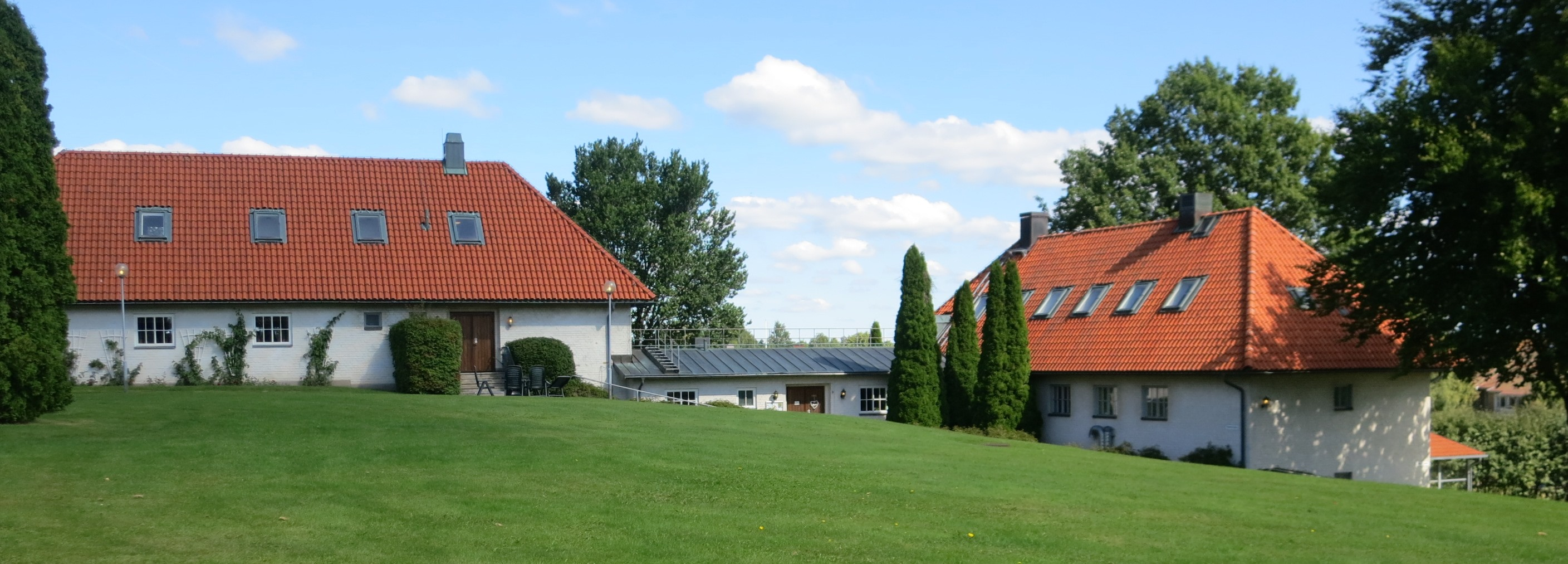

Smålandsstenars kyrka är en kyrkobyggnad i Gislaveds kommun. Den är församlingskyrka i Villstads församling, Växjö stift.

## Kyrkobyggnaden
Kyrkan uppfördes 1964 efter ritningar av arkitekt Rudolf Hall och invigdes 29 augusti samma år av biskop David Lindquist.

## Inventarier
- Predikstol, altarrund och bänkar är byggda efter ritningar av kyrkans arkitekt.
- Dopfunt och altare är tillverkade av rödaktig kalksten från Öland.

### Orgel
- 1964 bygger A Mårtenssons Orgelfabrik AB, Lund en mekanisk orgel. Orgeln är kyrkans första.

| Huvudverk I   | Svällverk II      | Pedal        | Koppel |
| Rörflöjt 8'   | Gedackt 8´        | Subbas 16´   | I/P    |
| Principal 4'  | Fugara 4'         | Oktavbas 8'  | II/P   |
| Kvintadena 4' | Principal 2'      | Nachthorn 4' | II/I   |
| Blockflöjt 2' | Kvinta 1 1/3'     |              |        |
| Mixtur 4 chor | Dulcian 8'        |              |        |
|               | Crescendosvällare |              |        |

#### Kororgel
- 1977 bygger Västbo Orgelbyggeri, Långaryd en mekanisk kororgel.

| Huvudverk I  | Svällverk II      | Pedal      | Koppel |
| Rörflöjt 8'  | Gedackt 8´        | Subbas 16´ | I/P    |
| Principal 4' | Spillpfeife 4'    |            | II/P   |
| Waldflöjt 2' | Principal 2'      |            | II/I   |
| Oktava 1'    | Nasat 1 1/3'      |            |        |
|              | Crescendosvällare |            |        |

### Webbkällor
- kyrkoguiden.se